# Kampenhout
Kampenhout is een plaats en gemeente in de provincie Vlaams-Brabant in België. De gemeente telt zo'n 12.000 inwoners.

## Geschiedenis
Kampenhout werd voor het eerst vermeld in 1050, als Campenholt, waarbij kamp verwijst naar een open ontginning en hout naar een bos. In 1125 werd voor het eerst melding gemaakt van een parochie. Het patronaatsrecht kwam toen aan de Abdij van Kortenberg. Tot eind 15e eeuw was het een hertogelijk domein.
De familie Vandereycken bezat een cijnshoeve in Kampenhout. In 1638 kwam het heerlijke recht aan de familie Cruyckenbourg.
Op de Ferrariskaarten (1777) is Kampenhout te zien als Campenhout. De dorpskern telde een 40-tal huizen, bijna uitsluitend in de huidige Dorpstraat en Brouwerijstraat. Het bij Kampenhout aansluitende gehuchtje Ruisbeek (Ruysbeeck) lag toen een kilometer verder en was nagenoeg even groot.
Van belang voor de infrastructuur was de aanleg van de steenweg van Mechelen op Leuven in 1732, en de aanleg van het Kanaal Leuven-Dijle in 1750.

## Geografie
De gemeente ligt in de landstreek Dijleland en in de Brabantse Kempen.

### Kernen
De fusiegemeente telt naast Kampenhout zelf nog drie deelgemeenten: Berg, Buken en Nederokkerzeel. Daarnaast ligt in de deelgemeente Kampenhout nog het dorp Relst.
Verder telt Kampenhout-centrum enkele kleinere gehuchtjes als Kampelaar, Schildhoven, Heide, Ruisbeek, Vierstraeten, Wilder. In Berg liggen gehuchtjes als Lelle, Kutsegem, Bulsom en het Lemmeken. Ten slotte is er ook nog de wijk Kampenhout-Sas.

#### Tabel
| # | Naam           | Opp. (km²) | Inwoners (2020) | Inwoners per km² | NIS-code |
| - | -------------- | ---------- | --------------- | ---------------- | -------- |
| 1 | Kampenhout     | 15,34      | 6.148           | 401              | 23038A   |
| 2 | Berg           | 8,90       | 3.499           | 393              | 23038D   |
| 3 | Buken          | 2,20       | 544             | 248              | 23038B   |
| 4 | Nederokkerzeel | 7,21       | 1.937           | 269              | 23038C   |

## Bezienswaardigheden
- De Onze-Lieve-Vrouwekerk
- De Pastorie
- Het Kasteel van Bellinghen
- Het Kasteel van Wilder
- Het Brabants Centrum voor Muziektradities, studie- en documentatiecentrum, met permanente en wisselende exposities
- Het standbeeld van componist Ludwig van Beethoven in het Stadspark. De voorouders van Beethoven kwamen uit Kampenhout. In 2023 kondigde geneticus Maarten Larmuseau aan dat hoewel er papieren bewijs is voor de verwantschap, er geen biologische band is met de families Van Beethovens uit Kampenhout door het voorkomen van een buitenechtelijk kind in de stamreeks van Ludwig van Beethoven.[1] De gemeente Kampenhout reageerde dat het standbeeld toch nog blijven staan in het Stadspark.

## Natuur
Kampenhout ligt op de grens van de Brabantse Kempen en de Midden-Brabantse laagvlakte. De hoogte bedraagt 11-17 meter. De Molenbeek doorstroomt het gebied van Kampenhout.
In de deelgemeenten Kampenhout en Berg ligt het Hellebos en in Berg ligt het Torfbroek. Ten oosten van Nederokkerzeel ligt het Silsombos. De drie natuurgebieden maken allen deel uit van een fossiele rivierbedding en vormen een deel van het natuurnetwerk De Groene Vallei. In het noorden van de gemeente vindt men het Steentjesbos en in het westen het Rotbos.

## Demografische ontwikkeling

### Demografische evolutie deelgemeente voor de fusie
- Bronnen:NIS, Opm:1831 tot en met 1970=volkstellingen, 1976= inwonersaantal op 31 december

### Demografische ontwikkeling van de fusiegemeente
Alle historische gegevens hebben betrekking op de huidige gemeente, inclusief deelgemeenten, zoals ontstaan na de fusie van 1 januari 1977.
- Bronnen:NIS, Opm:1831 tot en met 1981=volkstellingen; 1990 en later= inwonertal op 1 januari

| Inwoners van jaar tot jaar op 1 januari 1992 tot heden | Inwoners van jaar tot jaar op 1 januari 1992 tot heden | Inwoners van jaar tot jaar op 1 januari 1992 tot heden |
| jaar                                                   | Aantal                                                 | Evolutie: 1992=index 100                               |
| ------------------------------------------------------ | ------------------------------------------------------ | ------------------------------------------------------ |
| 1992                                                   | 10.112                                                 | 100,0                                                  |
| 1993                                                   | 10.230                                                 | 101,2                                                  |
| 1994                                                   | 10.341                                                 | 102,3                                                  |
| 1995                                                   | 10.410                                                 | 102,9                                                  |
| 1996                                                   | 10.515                                                 | 104,0                                                  |
| 1997                                                   | 10.646                                                 | 105,3                                                  |
| 1998                                                   | 10.679                                                 | 105,6                                                  |
| 1999                                                   | 10.787                                                 | 106,7                                                  |
| 2000                                                   | 10.732                                                 | 106,1                                                  |
| 2001                                                   | 10.829                                                 | 107,1                                                  |
| 2002                                                   | 10.809                                                 | 106,9                                                  |
| 2003                                                   | 10.802                                                 | 106,8                                                  |
| 2004                                                   | 10.857                                                 | 107,4                                                  |
| 2005                                                   | 10.937                                                 | 108,2                                                  |
| 2006                                                   | 10.956                                                 | 108,3                                                  |
| 2007                                                   | 11.060                                                 | 109,4                                                  |
| 2008                                                   | 11.090                                                 | 109,7                                                  |
| 2009                                                   | 11.174                                                 | 110,5                                                  |
| 2010                                                   | 11.222                                                 | 111,0                                                  |
| 2011                                                   | 11.243                                                 | 111,2                                                  |
| 2012                                                   | 11.316                                                 | 111,9                                                  |
| 2013                                                   | 11.470                                                 | 113,4                                                  |
| 2014                                                   | 11.517                                                 | 113,9                                                  |
| 2015                                                   | 11.597                                                 | 114,7                                                  |
| 2016                                                   | 11.689                                                 | 115,6                                                  |
| 2017                                                   | 11.768                                                 | 116,4                                                  |
| 2018                                                   | 11.898                                                 | 117,7                                                  |
| 2019                                                   | 11.972                                                 | 118,4                                                  |
| 2020                                                   | 12.129                                                 | 119,9                                                  |
| 2021                                                   | 12.280                                                 | 121,4                                                  |
| 2022                                                   | 12.350                                                 | 122,1                                                  |
| 2023                                                   | 12.445                                                 | 123,1                                                  |
| 2024                                                   | 12.528                                                 | 123,9                                                  |
| 2025                                                   | 12.606                                                 | 124,7                                                  |

## Politiek

#### 2013-2018
Burgemeester is Kris Leaerts (CD&V). Hij leidt een coalitie bestaande uit CD&V en N-VA. Samen vormen ze de meerderheid met 13 op 21 zetels.

#### 2019-2024
Burgemeester is Kris Leaerts (Team Burgemeester). Hij leidt een coalitie bestaande uit Team Burgemeester en Open Vld. Samen vormen ze de meerderheid met 15 op 21 zetels.

#### 2024-2030
Burgemeester is Kris Leaerts (Team Burgemeester). Zijn lijst Team Burgemeester behaalde een absolute meerderheid van 15 op 21 zetels en ging alleen besturen.

### Resultaten gemeenteraadsverkiezingen sinds 1976
| Partij               | Partij                                | 10-10-1976 | 10-10-1976 | 10-10-1982 | 10-10-1982 | 9-10-1988 | 9-10-1988 | 9-10-1994 | 9-10-1994 | 8-10-2000 | 8-10-2000 | 8-10-2006 | 8-10-2006 | 14-10-2012 | 14-10-2012 | 14-10-2018 | 14-10-2018 | 13-10-2024 | 13-10-2024 |
| Stemmen / Zetels     | Stemmen / Zetels                      | %          | 19         | %          | 19         | %         | 19        | %         | 21        | %         | 21        | %         | 21        | %          | 21         | %          | 21         | %          | 23         |
| -------------------- | ------------------------------------- | ---------- | ---------- | ---------- | ---------- | --------- | --------- | --------- | --------- | --------- | --------- | --------- | --------- | ---------- | ---------- | ---------- | ---------- | ---------- | ---------- |
|                      | CVP1/ CD&V2/ Team Burgemeester3       | 49,171     | 11         | 42,041     | 9          | 48,041    | 11        | 46,81     | 12        | 36,811    | 9         | 39,732    | 10        | 33,502     | 8          | 36,53      | 9          | 52,63      | 15         |
|                      | VU1/ SAMENA/ VU&ID2/ N-VA3            | 13,231     | 2          | 19,631     | 3          | 13,491    | 2         | 30,84A    | 7         | 7,82      | 1         | 6,993     | 1         | 20,263     | 5          | 17,03      | 3          | 20,43      | 5          |
|                      | PVV1/ SAMENA/ VLD2/ Open Vld3/ SterK4 | 31,581     | 6          | 24,991     | 5          | 16,981    | 3         | 30,84A    | 7         | 32,262    | 7         | 20,132    | 5         | 25,713     | 6          | 28,13      | 6          | 12,14      | 2          |
|                      | SP1/ SAMENA/ sp.a2                    | 6,021      | 0          | 13,331     | 2          | 17,641    | 3         | 30,84A    | 7         | 11,791    | 2         | 8,882     | 1         | 5,002      | 0          | -          |            | -          |            |
|                      | AGALEV1/ Groen! plus2/ Groen3         | -          |            | -          |            | -         |           | 9,511     | 1         | 11,341    | 2         | 7,902     | 1         | 8,633      | 1          | 11,33      | 2          | 6,33       | 0          |
|                      | Vlaams Blok1/ Vlaams Belang2          | -          |            | -          |            | 3,861     | 0         | 6,851     | 1         | -         |           | 16,372    | 3         | 6,902      | 1          | 7,32       | 1          | 8,72       | 1          |
|                      | NIEUW                                 | -          |            | -          |            | -         |           | 5,99      | 0         | -         |           | -         |           | -          |            | -          |            | -          |            |
| Totaal stemmen       | Totaal stemmen                        | 5855       | 5855       | 6506       | 6506       | 6816      | 6816      | 7235      | 7235      | 7491      | 7491      | 7847      | 7847      | 8026       | 8026       | 8680       | 8680       | 5989       | 5989       |
| Opkomst %            | Opkomst %                             |            |            |            |            | 93,33     | 93,33     | 93,04     | 93,04     | 91,22     | 91,22     | 93,38     | 93,38     | 92,12      | 92,12      | 95,4       | 95,4       | 63,2       | 63,2       |
| Blanco en ongeldig % | Blanco en ongeldig %                  | 2,92       | 2,92       | 5,35       | 5,35       | 4,5       | 4,5       | 5,4       | 5,4       | 5,82      | 5,82      | 3,54      | 3,54      | 2,38       | 2,38       | 2,9        | 2,9        | 0,8        | 0,8        |

De rode cijfers en letters naast de gegevens duiden aan onder welke naam de partijen telkens bij een verkiezing opkwamen.

De zetels van de gevormde coalitie staan vetjes afgedrukt. De grootste partij is in kleur.

## Sport
- voetbalclub Sporting Kampenhout
- Golf Club Kampenhout

## Bekende Kampenhoutenaars

### Ereburgers
Volgende personen zijn ereburger van de gemeente Kampenhout:
- Hubert Boone (sinds 18 juni 2015)
- Kim Gevaert (sinds 28 maart 2002)
- Raymond Impanis (sinds 12 mei 1999)
- Stef Maginelle (sinds 14 oktober 2007)
- Jules Penninckx (sinds 3 december 1972)
- Marcel Pira (sinds 19 oktober 2017)
- Armand Preud'homme (sinds 27 oktober 1974)
- Will Tura (sinds 10 augustus 1975)

### Overigen
- Josyne van Beethoven (ca. 1540-1595), moeder van 4 kinderen, levend verbrand op beschuldiging van hekserij

## Nabijgelegen kernen
Berg, Nederokkerzeel, Relst
Aarschot · Affligem · Asse · Beersel · Begijnendijk · Bekkevoort · Bertem · Bever · Bierbeek · Boortmeerbeek · Boutersem · Diest · Dilbeek · Drogenbos · Geetbets · Glabbeek · Grimbergen · Haacht · Halle · Herent · Hoegaarden · Hoeilaart · Holsbeek · Huldenberg · Kampenhout · Kapelle-op-den-Bos · Keerbergen · Kortenaken · Kortenberg · Kraainem · Landen · Lennik · Leuven · Liedekerke · Linkebeek · Linter · Londerzeel · Lubbeek · Machelen · Meise · Merchtem · Opwijk · Oud-Heverlee · Overijse · Pajottegem · Pepingen · Roosdaal · Rotselaar · Scherpenheuvel-Zichem · Sint-Genesius-Rode · Sint-Pieters-Leeuw · Steenokkerzeel · Ternat · Tervuren · Tielt-Winge · Tienen · Tremelo · Vilvoorde · Wemmel · Wezembeek-Oppem · Zaventem · Zemst · Zoutleeuw

België: Provincies · Gemeenten